# Tichina Arnold
Tichina Rolanda Arnold (Nueva York, 28 de junio de 1969) es una actriz, comediante y cantante estadounidense. Empezó su carrera como actriz infantil, realizando papeles de reparto en Little Shop of Horrors (1986) y How I Got into College (1989) antes de interpretar el papel de Pamela "Pam" James en la serie de televisión Martin entre 1992 y 1997. Arnold interpretó además a Rochelle en la serie Everybody Hates Chris entre 2005 y 2009 y a Judi Mann en Happily Divorced de 2011 a 2013. Desde 2018 interpreta el papel de Tina Butler en la serie de la CBS The Neighborhood.

## Filmografía

### Cine
| Año  | Película                                | Papel                | Notas     |
| ---- | --------------------------------------- | -------------------- | --------- |
| 1983 | The Brass Ring                          | Mary                 |           |
| 1984 | The House of Dies Drear                 | Pesty                |           |
| 1986 | Little Shop of Horrors                  | Crystal              |           |
| 1988 | Starlight: A Musical Movie              | Evelyn Ruth          |           |
| 1989 | How I Got into College                  | Vera Cook            |           |
| 1990 | Scenes From a Mall                      | Vendedora            |           |
| 1997 | Fakin' Da Funk                          | Tracy                |           |
| 1999 | A Luv Tale                              |                      |           |
| 2000 | Dancing in September                    |                      |           |
| 2000 | Big Momma's House                       | Ritha                |           |
| 2002 | Civil Brand                             | Aisha                |           |
| 2002 | Yo Alien                                | Ray Goods            |           |
| 2005 | Preaching to the Choir                  | Desiree              |           |
| 2005 | Getting Played                          | Mujer en restaurante |           |
| 2007 | Wild Hogs                               | Karen Davis          |           |
| 2008 | Drillbit Taylor                         | Fotógrafa            |           |
| 2008 | Hope & Redemption: The Lena Baker Story | Lena Baker           |           |
| 2009 | Dance Flick                             | Madre de Ray         |           |
| 2012 | Stolen Child                            | Claudia              | Telefilme |
| 2012 | The Great Divide                        | Tosha                |           |
| 2013 | Summoned                                | Mylene               | Telefilme |
| 2014 | More to Love                            | Margo                |           |
| 2014 | A Day Late and a Dollar Short           | Charlotte            | Telefilme |
| 2014 | Top Five                                |                      |           |
| 2015 | Royal Family Thanksgiving               | Chevonne             | Telefilme |
| 2015 | Royal Family Christmas                  | Chevonne             | Telefilme |
| 2019 | The Last Black Man in San Francisco     | Wanda                |           |
| 2019 | Countdown                               | Enfermera Amy        |           |
| 2020 | The Main Event                          | Denise Thompson      |           |

### Televisión
| Año           | Título                      | Papel              | Notas           |
| ------------- | --------------------------- | ------------------ | --------------- |
| 1987–89       | Ryan's Hope                 | Zena Brown         |                 |
| 1989          | The Cosby Show              | Delores            | 1 episodio      |
| 1990          | Law & Order                 | Leona              | 1 episodio      |
| 1991          | All My Children             | Sharla Valentine   |                 |
| 1992–97       | Martin                      | Pamela "Pam" James | 132 episodios   |
| 1998          | The Jamie Foxx Show         | Carla              | 1 episodio      |
| 1999          | Pacific Blue                | Dana Brown         | 1 episodio      |
| 1999          | The Norm Show               | Sra. Murphy        | 1 episodio      |
| 2001–05       | One on One                  | Nicole Barnes      | 15 episodios    |
| 2002          | Soul Food                   | Adina              | 1 episodio      |
| 2004          | Listen Up                   | Kiara              | 1 episodio      |
| 2005–09       | Everybody Hates Chris       | Rochelle           | 88 episodios    |
| 2007          | The Boondocks               | Nicole             | 1 episodio      |
| 2009          | Sherri                      | Madre de Russell   | 1 episodio      |
| 2009          | Brothers                    | Cynthia            | 3 episodios     |
| 2010          | Pair of Kings               | Tía Nancy          | 2 episodios     |
| 2011          | Raising Hope                | Sylvia             | 3 episodios     |
| 2011          | Are We There Yet?           | Vicky Howard       | 1 episodio      |
| 2011, 2013    | Let's Stay Together         | Dra. Knotts        | 2 episodios     |
| 2011–13       | Happily Divorced            | Judi Mann          | 34 episodios    |
| 2014          | Hit the Floor               | Mary Roman         | 2 episodios     |
| 2014          | Celebrity Wife Swap         | Ella misma         | 1 episodio      |
| 2014–17       | Survivor's Remorse          | Cassie Calloway    | 36 episodios    |
| 2015          | Black Dynamite              | Voz                | 1 episodio      |
| 2016          | The Eric Andre Show         | Ella misma         | 1 episodio      |
| 2017          | Daytime Divas               | Mo Evans           | 7 episodios     |
| 2018          | Lockdown                    | Paulette           | 6 episodios     |
| 2018–presente | The Neighborhood            | Tina Butler        | Papel principal |
| 2024–presente | Everybody Still Hates Chris | Rochelle           |                 |